# Ekpwassong 2
Ekpwassong 2 est un village du Cameroun situé dans le département du Haut-Nyong et la région de l'Est.
Il fait partie de la commune de Nguelemendouka.

## Population
Lors du recensement de 2005, Ekpwassong 2 comptais 310 habitants.
Selon le Plan Communal de Développement de Nguelemendouka (2012), la population locale était de 459 personnes.

## Développement
Selon le Plan Communal de Développement de Nguelemendouka (2012), plusieurs mesures ont été envisagées pour le développement d'Ekpwassong 2.
1. Construction et équipement d'un magasin de stockage
2. Mise en place des pépinières et des plantations forestières
3. Construction et équipement de 4 salles de classe, la réhabilitation de 2 salles de classe, la construction d'un bloc latrine à 3 compartiments, la construction d'un points d’eau équipé et l'affectation de 5 enseignantsde PMH dans l'école primaire d'Ekpwassong 2
4. Construction de 2 logements d’astreintes des enseignants des écoles
5. Construction d'un points d’eau et la réhabilitation de 2 points d’eau
6. Création d'un pool d’animation rurale